# Balata al-Balad
 (avril 2019).
Si vous disposez d'ouvrages ou d'articles de référence ou si vous connaissez des sites web de qualité traitant du thème abordé ici, merci de compléter l'article en donnant les références utiles à sa vérifiabilité et en les liant à la section « Notes et références ».
Pour les articles homonymes, voir Balata (homonymie).
Balata al-Balad (en arabe بلاطة البلد) est un village palestinien situé à 1 kilomètre à l'est de Naplouse. 
Le village a été construit à l’extrême ouest de la plaine d’Askar et au pied du mont Garizim et du Ebal surplombant la plaine d’Askar à l’est de celle-ci. Il s'élève à environ 520 mètres au-dessus du niveau de la mer. La plupart de ses maisons ont été construites en pierre et en ciment et son plan se présente sous la forme d'un rectangle.
Le village s'étend sur deux axes principaux, l'un le long de la route Naplouse-Ramallah et l'autre le long de la route menant à Wadi al-Far'a et à la vallée du Jourdain.
Sa superficie a été augmentée de 25 000 kilomètres carrés en 1945 à plus de 100 000 kilomètres carrés en 1980. Cette augmentation est due à l'afflux de réfugiés palestiniens à Balata, à la création du camp de réfugiés de Balata en 1948 et au déplacement de plusieurs familles nabulsi pour vivre dans le village.
Certains équipements et services publics sont disponibles dans ce village ainsi que la dépendance du village à Naplouse dans beaucoup de ses besoins.
A Balata, on trouve une ancienne mosquée, cinq écoles pour les filles et les garçons affiliés au gouvernement et à l’UNRWA, et une clinique médicale en plus de celle du camp de réfugiés de Balata. De plus, il y a plusieurs sites archéologiques comme Tal Balata, le puits de Jacob et le tombeau de Joseph.

## Étymologie
L'écrivain Mustafa Ad-Dabagh mentionne dans son livre Notre pays Palestine que Balata est le pluriel de Balat qui signifie les pavés. Ces pavés sont sous la surface de la terre et ils permettent le passage de l’eau d’Ain[Quoi ?] à travers lui. De plus, Balata, en  arabe, exprime la face dure de la terre. Ainsi, il y a un chêne (le chêne en arabe s’appelle Balout) côté de l’Ain[incompréhensible]. 

## Lieux historiques et religieux

### Tal Balata

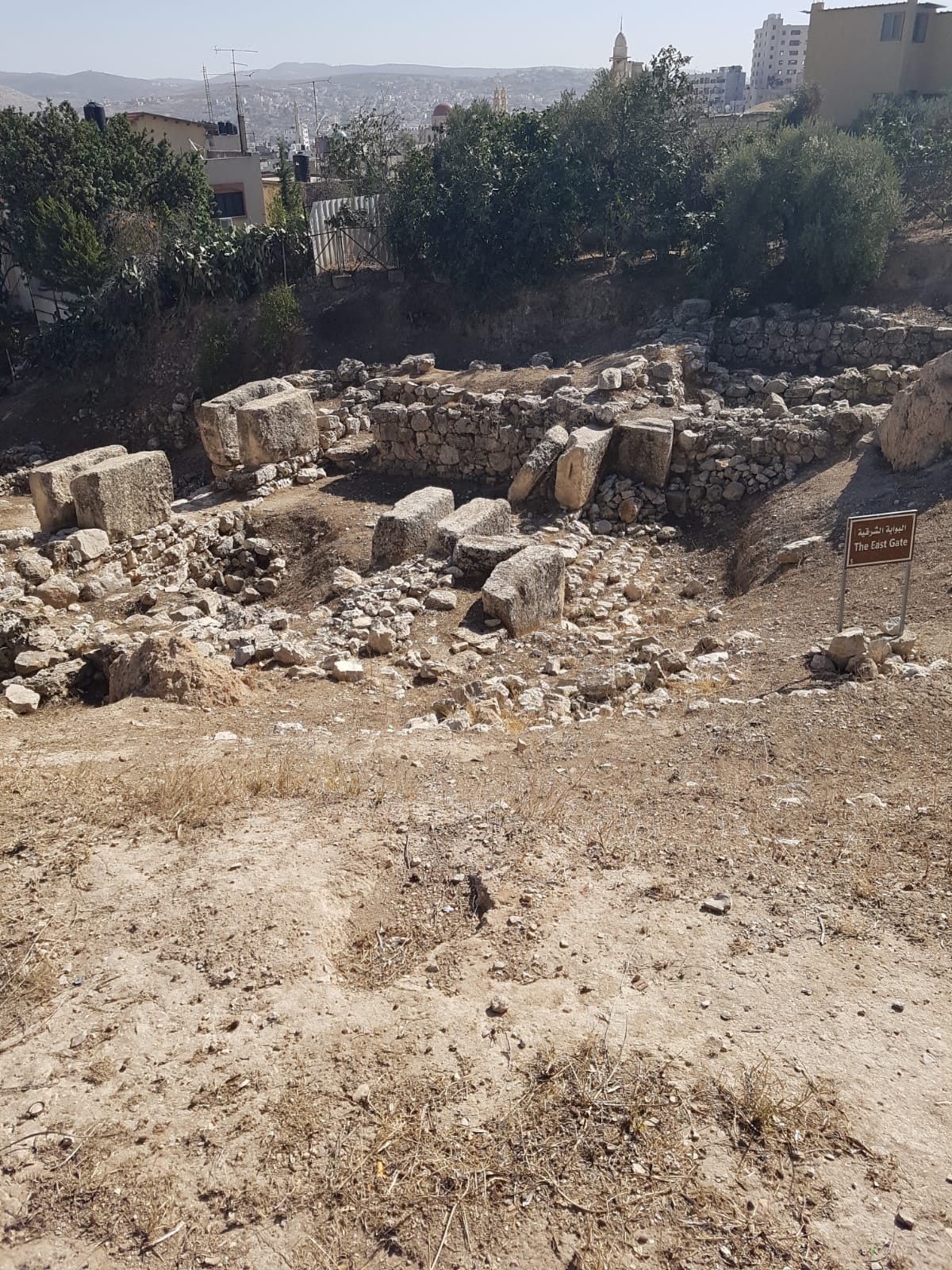

Tal Balata est connue comme la ville cananéenne (Sichem) qui est mentionnée dans de nombreuses sources anciennes et qui remonte au premier et au deuxième siècle avant notre ère. L’ancienne ville cananéenne de Sichem est située à 67 kilomètres au nord de Jérusalem et à 1.5 kilomètres du centre-ville de Naplouse.
Sichem, en langue cananéenne, est le premier nom de Naplouse qui signifie le haut lieu.
Tal Balata comprend beaucoup d'installations urbaines. Les plus importantes sont les fortifications qui ont été construites par les cananéens à l'âge du bronze qui sont considérés comme les plus fortes fortifications de Palestine.
Tal Balata comporte de grandes murailles qui auraient été construites par les Hyksôs durant la période 1575-1650 av.J-C.

### Lepuits de Jacob

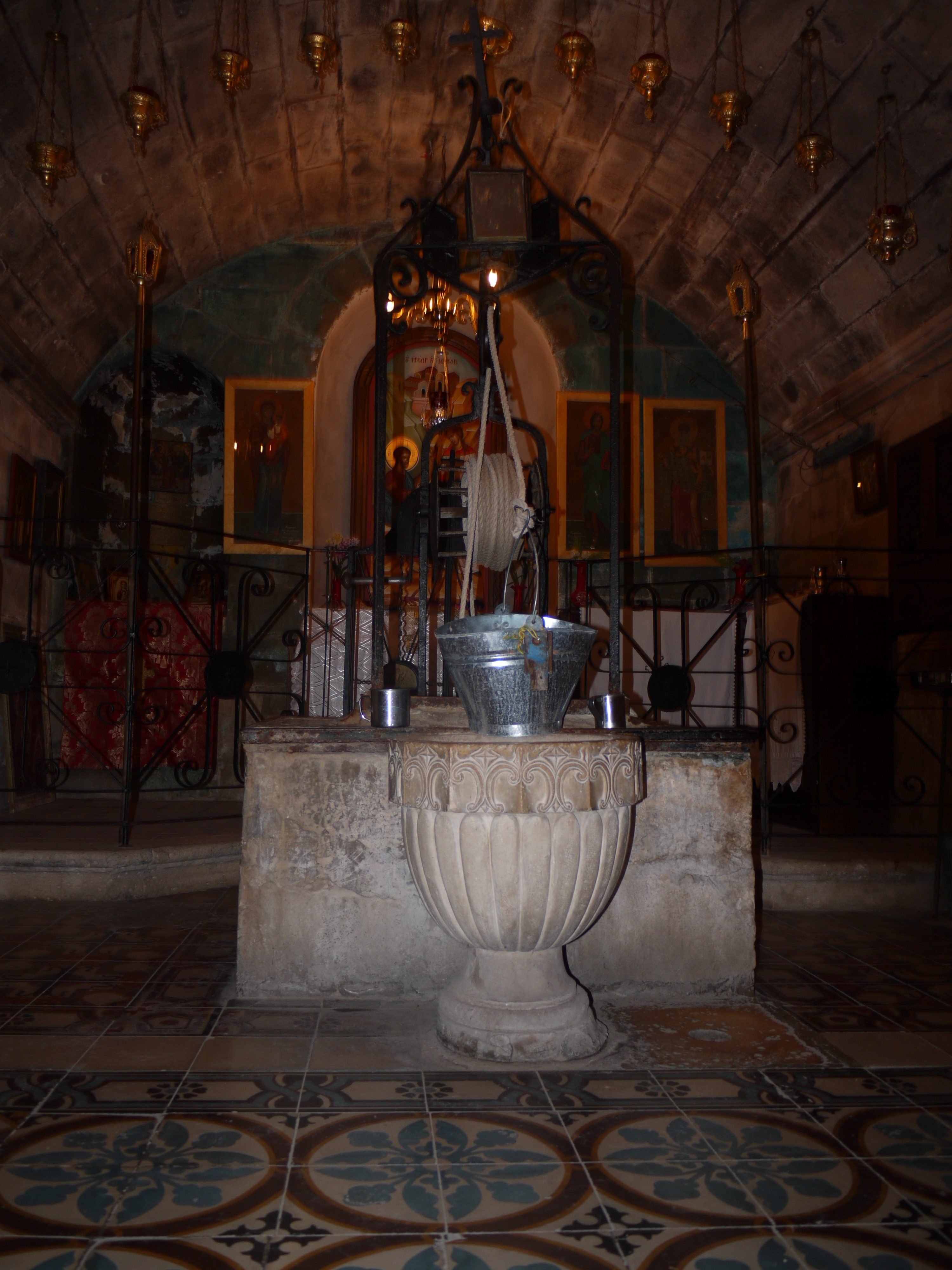
Le puits de Jacob

C’est un puits d’eau douce qui existe à Balata. Il est situé au sud-est. On[Qui ?] pense que Jacob et ses fils ont bu dans ce puits.

### Tombeau de Joseph

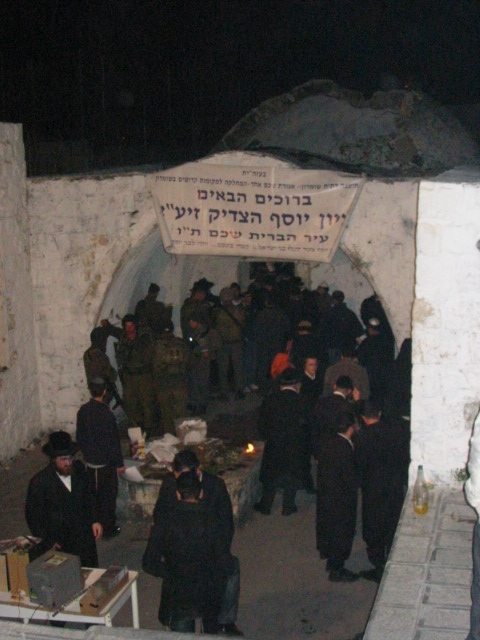
Des colons israéliens font irruption dans la tombe de Joseph

Il y a un tombeau qui existe dans une chambre avec un dôme vert au nord de Balata. Il a été construit en 1868 au temps des Ottomans. On peut voir des écritures sur les cénotaphes en araméen. De plus, il y a un mihrab dans le sanctuaire où les musulmans priaient mais les soldats israéliens les ont empêchés d'accomplir leurs rites religieux depuis 1967. Cependant, les colons juifs ont occupé le site et ont créé une école religieuse juive, qui reste sous leur contrôle. Il a été restauré en 1892.